# Henri Alekan
Henri Alekan, född 10 februari 1909, död 15 juni 2001, var en fransk filmfotograf. Alekan var en av 1900-talets mest betydande filmfotografer.

## Karriär
Alekan började arbeta som kameraassistent 1928, sju år senare blev han kameraoperatör, bland annat på Marcel Carnés Dimmornas kaj, och 1940 avancerade han till chefsfotograf.
Under andra världskriget blev Alekan fängslad av nazisterna men lyckades fly och bildade en motståndsgrupp med sin yngre bror Pierre. Efter kriget återupptog han arbetet inom filmindustrin och var med att grunda intresseorganisationen för filmarbetare, La Commission supérieure technique de l'image et du son.
Alekan arbetade med såväl realistiska dokumentärer såsom René Cléments Klar signal som poetiska drömlika filmer som Jean Cocteaus Flickan och odjuret. Alekan samarbetade med ett flertal kända regissör - Marcel Carné, William Wyler, Terence Young, Jules Dassin och Joseph Losey. Under 1980-talet samarbetade han bland annat med Wim Wenders i filmerna Sakernas tillstånd (1982) och Himmel över Berlin (1987).
Henri Alekan blev nominerad till en Oscar för Prinsessa på vift (1953), erhöll en fransk Césear 1983 för La Truite, fick fyra filmpriser för fotot i Himmel över Berlin (1988) samt en hedersutmärkelse från American Society of Cinematographers 1996.